# Aranymosás Irodalmi Válogató
Az Aranymosás Irodalmi Válogató (röviden Aranymosás) egy évente megrendezett magyar irodalmi pályázat, melyet a Könyvmolyképző Kiadó szervez 2011 óta. A pályázat nyertesei közül kerülnek ki a Könyvmolyképző új generációs szerzői, de az Aranymosás további tevékenységeket is folytat. Ilyen például a már ismert, számos rajongóval rendelkező írók felkarolása, szakmai lektorálás és írásoktatás.

## Története
A pályázat története 2011 augusztusában kezdődött, amikor a Könyvmolyképző Kiadó vezetője, Katona Ildikó és Varga Beáta író a SZEFANTOR (Szegedi Fantasztikus Tábor) előadói voltak, és megvitatták a hazai fantasztikus irodalom helyzetét. A kiadó részéről probléma volt, hogy hatalmas mennyiségű kézirat érkezett be a szerkesztőségbe, írói részből pedig az okozott problémát, hogy nyílt pályázat híján a kéziratok nem jutottak el a publikálásig. Ezért kidolgozták a pályázat rendszerét, és 2011. szeptember 12-én a kiadó meghirdette az első Aranymosás Irodalmi Válogatót.  
2017-ben, a hetedik válogató előtt megjelent egy kreatív írásról szóló könyv A siker tintája – Kalandos lépések az írói karrier útján címmel Varga Beáta tollából, ami a tehetséggondozás tapasztalatait dolgozta fel, írástechnikai és lélektani tanácsokat adva a kezdő íróknak a sikeres írói úthoz.

## Menete
Az első hat pályázaton december 31. volt a beküldési határidő, a hetedik pályázattól ez január 15-re módosult. Gyerekkönyveket és regényeket egyaránt várnak minden témában. A jelentkezés díjtalan.
Évente kétszáz-háromszáz kézirat érkezik a szerkesztőségbe. A pályaműveket előszűrik január-február hónapban, majd az átjutott írások eleje kikerül az Aranymosás Irodalmi Magazin oldalára, ahol az írók és az olvasók nyomon követhetik a kézirat sorsát. Ha az első lektor átengedi a művet, az a vezető szerkesztőhöz kerül, majd végül a kiadóvezető hoz végleges döntést. Az írásokról pársoros lektori vélemény is kikerül a magazin weboldalára, mely magában foglalja a pályázati tapasztalatokat is.
A nyertes regények és mesekönyvek forgalmazási jogát megveszi a Könyvmolyképző Kiadó, és szerkesztés után a könyvek országos terjesztésbe kerülnek. Az írók folyamatos publikálási lehetőséget kapnak, és a későbbi írásaikat is megjelentetik. 
Ha a kézirat jó, de még nem éri el a kiadható szintet, akkor a mű a Rakéta projektbe kerül, és ha az író szeretné, akkor szerkesztői segítséggel ki tudja javítani. Ha sikeres volt az átdolgozás, akkor az írás megjelenik a nyertesekkel együtt. Minden évben van egy ún. Public Star pályázó, akit az olvasók szavaznak meg. Az író itt is ingyenes szerkesztői segítséget kap a kézirat átdolgozásához, és ha ez sikeres, az írás megjelenik a nyertesekkel együtt.
Megjelentetett írók:
Andrew Lucas McIlroy, Bakti Viktor, Bessenyei Gábor, Bodor Attila, Chiara, Csobán Zsuzsa, Demi Kirschner, Deme László, Eszes Rita, Felkai Ádám, Ferenczi Szilvia, Greff Magdi, Gulyás Péter, Istók Anna, Kántor Kata, Kemese Fanni, K. László Szilvia, Kae Westa, Kozári Dorka, Laura Arkanian, Lylia Bloom, Lovranits Júlia, Marco Caldera, Okváth Anna, Róbert Katalin, Rácz-Stefán Tibor, Meiszner Krisztina, Szöllösi Kristóf, Tavi Kata
A kiadó egyéb írói, akiket az Aranymosás projekthez kapcsoltak:
Benina, Fekete Judit, Helena Silence, Palásthy Ágnes, Spirit Bliss, Zakály Viktória

## Egyéb tevékenységek és szolgáltatások

### Aranymosás DeLuxe projekt
Profi íróknak szóló publikálási lehetőség, akik már máshol országos kiadásban megjelentek, és kialakult olvasóközönségük van. Az elbírálás a háttérben történik, és folyamatos.
Megjelent írók:
Ashley Carrigan, Cselenyák Imre, Szélesi Sándor

#### Kéziratszerviz
Megrendelhető szolgáltatás, ahol a gyakorlott lektorok a regények és mesekönyvek kapcsán dramaturgiai és stilisztikai elemzést végeznek. Ha az írás annyira jó, hogy eléri a megjelenés szintjét, akkor kiadásra javasolják, és a kiadó visszatéríti a kéziratszerviz díját.
Megjelent írók:
Bálint Erika

#### Írástudó Íróiskola
Az első kurzus 2012. április 2-án indult. Online, kiscsoportos távoktatás egy szerkesztő vezetésével. Az oktatás főleg gyakorlati feladatokra épül. A kurzusok időtartama nyolc hét, kivéve az Ifjúsági Kurzust, ami négy héten át tart. Amennyiben valaki kiesik az Aranymosás Irodalmi Válogatón, az két elvégzett kurzus után újra beadhatja a javított kéziratot.
Íróknak szóló kurzusok: Ifjúsági Kurzus, Szövegboncnok, Párbeszéd Kurzus, Leírás Kurzus, Dramaturgia Kurzus, Young Adult Írás, New Adult Írás, Meseírás. 
Oktatók voltak: Varga Beáta, Moskát Anita, Kleinheincz Csilla, Csordás Gábor, Kadmon Ádám, Róbert Katalin, Kozma Réka, Anne Caroline Oakwood.
Szerkesztőknek szóló kurzus: Szövegkertészet. Ez egy hat hónapos szakmai továbbképzés kifejezetten a zsánerirodalomban tevékenykedő szerkesztőknek. Oktatója Varga Beáta, író és vezető szerkesztő.

## Külső hivatkozások
- Az Aranymosás Magazin főoldala.
- Interjú Varga Beával.
- Interjú Katona Ildikóval.